# Höglandsnattskärra
Höglandsnattskärra (Eurostopodus archboldi) är en fågel i familjen nattskärror.

## Utbredning och systematik
Fågeln förekommer i höglänta områden på Nya Guinea. Den behandlas som monotypisk, det vill säga att den inte delas in i några underarter.

## Status
IUCN kategoriserar arten som livskraftig.

## Namn
Fågelns vetenskapliga artnamn hedrar den amerikanske zoologen Richard Archbold (1907-1976). Fram tills nyligen kallades den archboldnattskärra även på svenska, men justerades 2023 till ett enklare och mer informativt namn av BirdLife Sveriges taxonomikommitté.